# عودالله هوتی
عودالله هوتی (انگلیسی: Avdullah Hoti؛ زادهٔ ۴ فوریهٔ ۱۹۷۶) سیاست‌مدار کوزوویی است که هم‌اکنون از ۳ ژوئن ۲۰۲۰ به عنوان نخست‌وزیر کوزوو مشغول به کار است. او پیشتر در دولت ائتلاف حزب دموکراتیک کوزوو وزیر مالیه بود.